# BAE Systems Military Air & Information
BAE Systems Military Air & Information (MAI), anciennement Military Air Solutions (MAS), est une division de la société de défense britannique BAE Systems chargée de la conception, du développement, de la fabrication et du support des avions militaires. Les clients de la MAI comprennent la Royal Air Force, la Royal Saudi Air Force, l'US Navy et l'Indian Air Force.

## Histoire
MAI a été créée le 1er janvier 2011 par la fusion des unités opérationnelles Air Systems et CS&S Military Air Solutions & Support (MASS). L'unité à travers ses produits et ses bases opérationnelles englobe près de cent ans d'histoire industrielle. Les ancêtres de la MAI comprennent entre autres l'English Electric Company, de Havilland, Hawker Siddeley

## Coût du programme Eurofighter
Le 9 octobre 1997, le gouvernement allemand a décidé de financer la production de 180 exemplaires livrables à partir de 2002. L'Italie en achètera 121 et l'Espagne 87, des chiffres en net retrait par rapport aux premières intentions.
En 2011 la hausse du coût du programme Eurofighter Typhoon a conduit le ministère de la Défense britannique à réduire la cible de 232 à 160 appareils et la Cour des comptes britannique (National Audit Office) estime que les 160 appareils de la Royal Air Force coûteront aux Britanniques 37,1 milliards de livres (43,6 milliards d'euros) soit 272 millions d'euros (+75 % du coût initial) pour chacun des 160 Eurofighters commandés soit près du double du coût unitaire estimé de chaque Dassault Rafale (142,3 millions d'euros) selon la Cour des Comptes française.
Contrairement au programme concurrent Rafale, le Typhoon n'est pas navalisé et les Britanniques doivent cofinancer un second projet extrêmement couteux de 6,9 milliards d'euros pour acheter 50 Lockheed Martin F-35 Lightning II (coût unitaire 100 millions de livres)  qui équiperont leur futur porte-avions Queen Elizabeth vers 2016. Les 216 Typhoon et F35 britanniques reviendront donc à 50,5 milliards d'euros à comparer aux 40,690 milliards d'euros pour les 286 Rafale français soit 64 % de plus par avion et un retard de 7 ans sur le programme Rafale (Les capacités multirôles du Typhoon équivalentes au standard F3 du Rafale ne seront livrées qu'en 2018,.)

## Implantation

### Actuelles
- Warton (en) : siège de MAI et abrite l'installation d'assemblage des Eurofighter Typhoon, BAe Hawk et de maintenance des Harrier et Panavia Tornado. Les principales installations d'essai et bureaux commerciaux de la division y sont basés. Le site date de English Electric en 1944[4].
- Samlesbury : abrite les installations de production pour le fuselage avant du Typhoon et les opérations de fabrication du BAE F-35 Lightning II. Il était auparavant également responsable de certaines sections de la cellule du T-45 Goshawk. Des sections d'Airbus sont également sous-traitées au site. Contrairement à de nombreux autres sites de la MAI, le site n'a pas de piste opérationnelle. La piste a fermé ses portes dans les années 1980 et est utilisée aujourd'hui par la police du Lancashire pour la formation ainsi que par le Air Training Corps pour la formation des planeurs. Le site date de English Electric en 1941[5].
- Brough : abritait la production et l'assemblage du BAe Hawk. L'aérodrome a été fermé dans les années 1990, mais les vols depuis la piste de Brough (pour livrer les Hawks pour la configuration finale à Warton) ont temporairement repris en 2008. Brough a ensuite été réduit pour la production des composants du Hawk. Le site date de Blackburn Aircraft en 1916[6].
- Christchurch
- New Malden
- Yeovil
- Hillend
- Frimley
- Malvern

La firme a également une présence importante sur de nombreuses bases aériennes de la RAF notamment RAF Coningsby, RAF Marham et RAF Valley (en). Le site de Humberside est chargé de la maintenance des aéronefs de l'entreprise (dépend de BAE Systems Aircraft Maintenance Academy).

### Anciennes
- Woodford : abritait le programme annulé du Nimrod MRA4. Il a fermé ses portes en 2011.
- Chadderton : ancienne usine de fabrication (historiquement d'Avro), mais le site a continué d'être un important centre de bureaux pour l'entreprise jusqu'à sa fermeture en 2012.
- Filton : transféré à Airbus UK depuis 2006
- Broughton : transféré à Airbus UK depuis 2006

## Production

### Avions

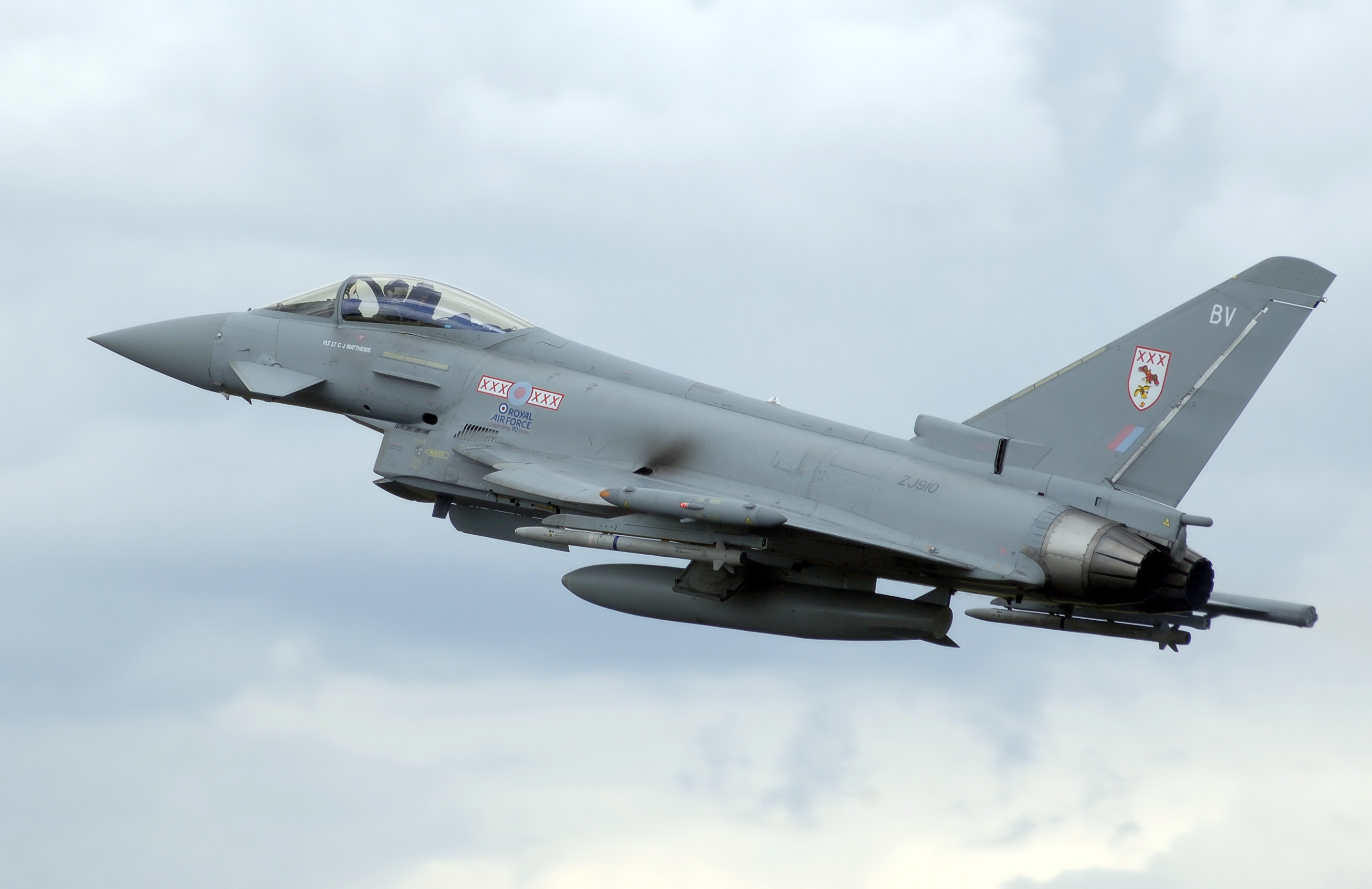
MAI assemble les Eurofighter Typhoon pour la Royal Air Force

- Eurofighter Typhoon
- Panavia Tornado
- Panavia Tornado ADV
- BAe Harrier GR.5
- BAe Hawk
- BAE Systems Nimrod MRA4
- T-45 Goshawk

### Projets
- BAE Replica
- Flapless Air Vehicle Integrated Industrial Research
- Tempest

### Drones
- Advanced Systems and Future Capability (AS&FC)
  - BAE Systems Ampersand
  - BAE Systems Corax
  - BAE Systems Demon
  - BAE Systems GA22
  - BAE Systems HERTI
  - BAE Systems Mantis
  - BAE Systems Phoenix
  - BAE Systems Silver Fox
  - BAE Systems Skylynx II
  - BAE Systems Taranis
  - BAE Systems/Dassault Telemos